# Gary Antuanne Russell
Gary Antuanne Russell (* 14. Juni 1996 in Capitol Heights, Maryland) ist ein US-amerikanischer Profiboxer im Halbweltergewicht. 
Seine Brüder Gary Antonio Russell und Gary Russell junior sind ebenfalls Profiboxer.

## Amateurkarriere
Gary Antuanne Russell gewann 2014 im Halbweltergewicht die National Golden Gloves in Las Vegas sowie 2015 die US-Olympiaqualifikation in Reno (Nevada) und konnte sich 2016 bei der kontinentalen Qualifikation in Buenos Aires einen Startplatz für die Olympischen Sommerspiele 2016 in Rio de Janeiro erkämpfen.
Bei den Olympischen Spielen 2016 besiegte er Richardson Hitchins und Wuttichai Masuk, ehe er im Viertelfinale mit 1:2 gegen den späteren Olympiasieger Fazliddin Gʻoibnazarov ausschied.

## Profikarriere
Russell bestritt sein Profidebüt im Mai 2017 und gewann 14 Kämpfe in Folge vorzeitig, davon 10 innerhalb von zwei Runden. Er boxte daraufhin am 26. Februar 2022 gegen den ehemaligen WBC-Weltmeister Wiktor Postol und siegte durch TKO in der zehnten Runde. Seinen nächsten Kampf gewann er am 30. Juli 2022 durch TKO in der sechsten Runde gegen den ehemaligen IBF-Weltmeister Rances Barthelemy.
Am 15. Juni 2024 verlor er nach Punkten gegen Alberto Puello.